# Adolphe Niel
Adolphe Niel, Marechal da França por Charles-Philippe Larivière, 1861
Adolphe Niel (Muret, 4 de outubro de 1802 — Paris, 13 de agosto de 1869) foi um marechal da França, ministro da Guerra e político, próximo ao imperador Napoleão III.
Formou-se na Escola Politécnica em 1823 e tornou-se oficial de engenharia militar em 1825. Capitão em 1829, participou do cerco de Constantina, na Argélia, em 1837. Em seguida, dirigiu as fortificações de Saint-Denis de 1840 a 1846. Coronel em 1846, durante o cerco de Roma em 1849, supervisionou o cerco da cidade. Em 1852, juntou-se ao Conselho de Estado. General de divisão em 1853 e ajudante de ordens do Imperador Napoleão III de 1855 a 1860, em 1855 comandou os engenheiros do Exército do Leste durante a Guerra da Crimeia e foi responsável pelo gerenciamento técnico do cerco de Sebastopol. Durante a campanha italiana em 1859, ele se destacou nas batalhas de Magenta e Solferino. Nomeado Marechal da França em maio de 1859, tornou-se ministro da Guerra em 1867 e criou a Garde Nationale Mobile em 1868.

## Biografia

### Família
Adolphe Jean Casimir Niel nasceu em 12 de Vendemiário do ano XI em uma família de classe média que estava instalada no condado de Comminges desde o século XVII. Seu pai, Joseph Niel, era advogado no parlamento de Toulouse.
Em 1843, ele se casou com a filha de um coletor da alfândega, Clémence Maillères, na igreja de Saint-Laurent, em Paris. Eles tiveram dois filhos: Léopold, casado com Marthe Clary, e Amélie, casada com o general Gaston Duhesme.

### Educação
Ele foi admitido na École Polytechnique em 1821 e se formou em 16.º lugar entre 64 alunos em 1823. No mesmo ano, ingressou na Escola de Aplicação de Artilharia e Engenharia em Metz, formando-se como o melhor de sua turma em 1825.

### Cerco de Constantina (1837) na Argélia
Tenente do Corpo de engenheiros, em 1827, Niel foi promovido a capitão em 1835. Em 1836, embarcou para a Argélia como adido à equipe de engenharia do corpo expedicionário contra Constantina. O jovem oficial se destacou durante a captura da cidade em outubro de 1837, pela qual foi parabenizado pelo Ministro da Guerra após um relatório do general-chefe Sylvain Charles Valée em 26 de outubro de 1837, e nomeado Cavaleiro da Legião de Honra.

### Expedição a Roma (1849)
Niel foi promovido a tenente-coronel em 1840, a coronel em 1846 e participou da expedição italiana de 1849 na retaguarda das tropas do general Charles Oudinot, como chefe do Estado-Maior da equipe de engenheiros do general Jean Baptiste Philibert Vaillant durante a campanha de Roma. Ele teve a honra de levar as chaves de Roma para o Papa, que havia se refugiado em Gaeta. Alguns meses depois, foi promovido a general de brigada.

### Guerra da Crimeia (1854–1855)
Em 1851, Niel tornou-se membro do Comitê das Fortificações. Tornou-se membro do Conselho de Estado em 1852 e promovido a major-general em 1853. Na primeira parte da Guerra da Crimeia, em 1854, Niel foi o segundo no comando do esquadrão que capturou a fortaleza de Bomarsund, Ilhas Åland durante a expedição de Achille Baraguey d'Hilliers ao mar Báltico. Foi nomeado ajudante de campo de Napoleão III em seu retorno, em 1855. Posteriormente, foi enviado à Crimeia, onde liderou o cerco a Sebastopol (1854–1855), substituindo o general Bizot como chefe dos engenheiros. Como resultado dessa missão, foi nomeado comandante-em-chefe dos engenheiros do Exército do Leste. Por alguns anos, Niel foi o mais confiável conselheiro militar de Napoleão III, e agora estava capacitado para aconselhar os generais locais, segundo a vontade do soberano e do governo. Niel conseguiu realizar esta tarefa delicada e difícil com tanto sucesso como era de se esperar, e dirigiu as operações de cerco na Batalha de Malakoff. Sua recompensa foi a Grã-Cruz da Legião de Honra.

### Senador do Segundo Império
De 1855 a 1859, Niel serviu no quartel-general e também no Senado da França, nomeado senador pelo imperador em junho de 1857.

### Campanha da Itália (1859)
Durante a Campanha da Itália, na qual comandou o 4.º Corpo de exército, ele se destacou na batalha de Magenta, em junho de 1859, e em Solferino. Em reconhecimento aos seus méritos como homem de guerra e ao seu talento como estrategista, Napoleão III o promoveu ao posto de Marechal da França em maio de 1859 e concedeu-lhe a Medalha Militar em julho.

### Ministro da Guerra (1867–1869)
Em janeiro de 1867, ele sucedeu o Marechal Jacques Louis Randon como Ministro da Guerra. Neste período, elaborou e começou a implantar um trabalho de longo alcance da reforma do exército, com base no serviço universal e na criação automática de grandes reservas, que precisava somente de tempo para amadurecer. Sob seu regime, aqueles homens que conseguiram a isenção da conscrição para o exército, seriam convocados para um novo serviço, o Garde Mobile. Conseguiu também equipar todo o exército com o fuzil Chassepot, mas não a Garde Mobile. Não chegou a concluir o desenvolvimento do seu sistema.
Niel morreu em Paris em agosto de 1869, após uma operação que se tornou necessária devido ao agravamento de um cálculo renal da qual ele, assim como o imperador, estava sofrendo. O funeral foi realizado na igreja dos Inválidos. O carro fúnebre, atrelado a seis cavalos conduzidos por seis cavalariços em uniforme completo, atravessou Paris em seu caminho do Ministério da Guerra para o Hôtel des Invalides. Um ano depois, a Guerra franco-prussiana destruiu o antigo exército imperial, onde novas formações deveriam ter sido implantadas. O Marechal Niel foi enterrado com outros membros de sua família em uma capela no cemitério de Muret.
O Marechal Niel recebeu o apelido de “o Poliorcète”.
Ele também foi presidente do Conselho Geral de Haute-Garonne.

## Condecorações

### Condecorações francesas

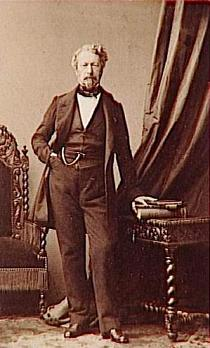
Adolphe Niel, marechal da França

| Medalha Militar                                                   | Grã-Cruz da Legião de Honra            | Medalha comemorativa da campanha da Itália (1859)            | Cavaleiro Comandante da Ordem do Banho                      |
| Medalha do Báltico                                                | Medalha comemorativa da Crimeia        | Cavaleiro da Ordem Suprema da Santíssima Anunciação (Savoie) | Cavaleiro da Grã-Cruz da Ordem dos Santos Maurício e Lázaro |
| Comandante da Ordem Real e Militar de Saint-Georges de la Réunion | Comendador-Grã-Cruz da Ordem da Espada | Cavaleiro da Grã-Cruz da Ordem de Frederico                  | Grã-Cruz da Ordem de Saint-Grégoire-le-Grand                |
| Cavaleiro de 2ª classe da Ordem de Médjidié                       |                                        |                                                              |                                                             |

- Medalha Militar (4 de julho  de  1859)
- Grã-Cruz da Legião de Honra (22 de setembro  de  1855)
  - Grande-Oficial (28 de agosto  de  1854)
  - Comendador (10 de maio  de  1852)
  - Oficial (17 de abril  de  1845)
  - Cavaleiro (21 de outubro  de  1837)[7]
- Medalha da Itália (18 de outubro  de  1859).

### Condecorações estrangeiras
A principal fonte usada para determinar as condecorações obtidas pelo Marechal Niel vem de um apêndice intitulado: Ensaio sobre a biografia falerística do Marechal Niel a partir da tese Adolphe Niel (1802–1869). Marechal da França e Ministro da Guerra: “Contre l'illusion d'une France qui gagne”, Stéphane Faudais, citado na bibliografia. Essas decorações podem ser vistas nas fotografias de Disderi e Léon Crémière.
 Reino Unido da Grã-Bretanha e Irlanda
- Cavaleiro Comendador da Ordem do Banho (3 de janeiro  de  1856);
- Medalha do Báltico (23 de abril  de  1857);
- Medalha comemorativa da Crimeia (2 de maio  de  1857);

 Reino da Sardenha após,  Reino da Itália

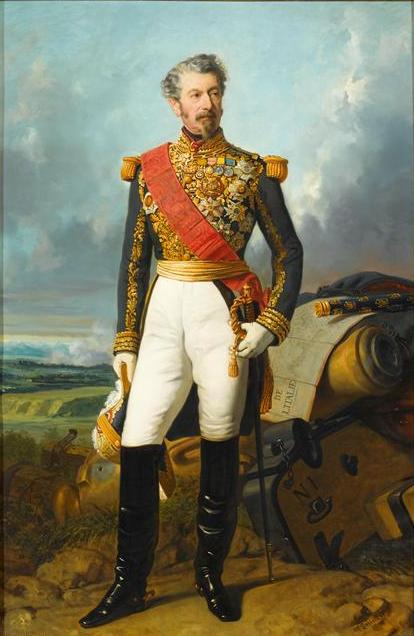
Adolphe Niel, marechal da França (1802-1869) por Charles-Philippe Larivière, 1861

- Grã-Cruz da Ordem dos Santos Maurício e Lázaro (29 de agosto  de  1856);
- Cavaleiro da Ordem Suprema da Santíssima Anunciação (5 de agosto  de  1859);
- Grã-Cruz da Ordem Militar de Saboia (1859);

 Reino das Duas Sicílias
- Cavaleiro (25 de julho  de  1849) da Ordem Real e Militar de Saint-Georges de la Réunion;[8]

 Reinos Unidos da Suécia e Noruega
- Comendador da Grã-Cruz da Ordem da Espada (14 de dezembro  de  1858);
- Cavaleiro da Ordem do Serafim (3 de setembro  de  1867);

 Reino de Württemberg
- Cavaleiro — Grã-Cruz da Ordem de Frederico (16 de maio  de  1856);

 Império Austríaco
- Grã-Cruz da Ordem de Santo Estêvão da Hungria (1867);

 Estados Papais
- Medalha da Sé de Roma (1849);
- Comodoro (4 de julho  de  1849), após, Grã-Cruz (14 de novembro  de  1854) da Ordem de São Gregório Magno;

 Império Otomano
- Cavaleiro de 2.ª classe da Ordem de Médjidié (17-27 de março  de  1856);
- Cavaleiro de 1.ª classe da Ordem de Osmanié (1867);

 Portugal
- Grã-Cruz da Ordem Militar da Torre e Espada (21 de novembro  de  1867).

## Brasão de armas
| Imagem | Brasonamento                                                                                           |
| ------ | --- |
|        | Brasão da família Niel Azul, para um L dourado, encimado por um ninho contendo três pássaros de prata. |

## Citação
- “Para ter sucesso no exército, você precisa de duas destas três coisas: conhecimento, experiência e boas maneiras”.[10]

## Homenagens
- Em Muret, há uma estátua do Marechal Niel na rua de mesmo nome, além de várias salas dedicadas a ele no Museu Clément-Ader e dos Grandes Homens;
- Em Toulouse, o Palácio Niel, o quartel Niel e a rua do Marechal Niel; no 17.º arrondissement de Paris, a avenida Niel; em Clermont-Ferrand, a rua Niel;
- Uma rosa amarela obtida em 1864 leva o nome “Marechal Niel”.